# Generalplan för Stockholm 1928

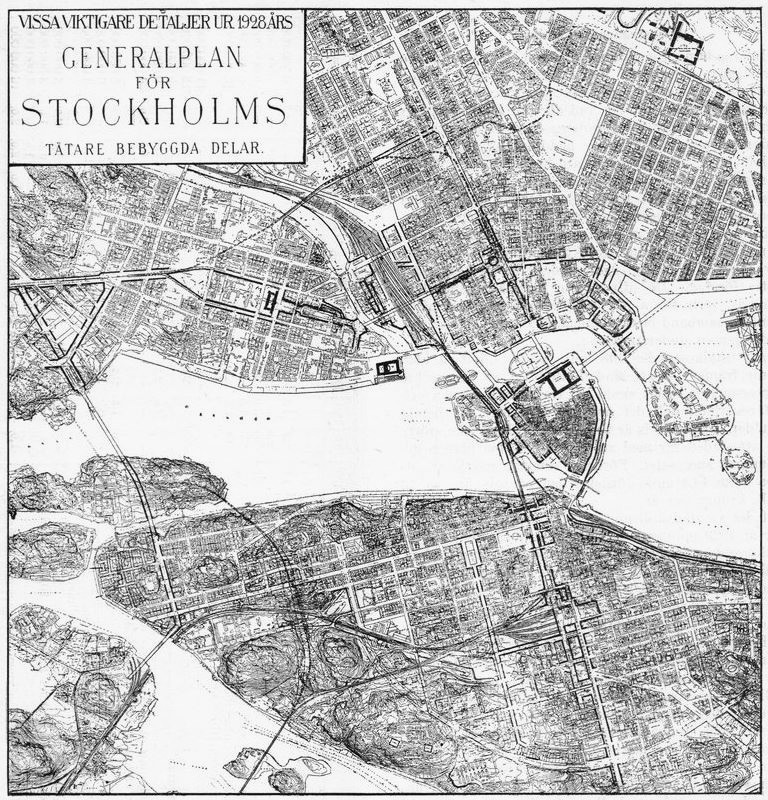
Generalplan för Stockholm 1928.

Generalplan för Stockholm 1928 (officiellt: 1928 års förslag till generalplan för Stockholms tätare bebyggda delar) var Stockholms första generalplan, den upprättades av dåvarande stadsplanedirektören Albert Lilienberg. Även om planen inte antogs i sin helhet genomfördes vissa delar som skulle få betydelse för Stockholms infrastruktur. Bland annat var bygget av Västerbron och den aldrig realiserade förlängningen av Sveavägen till Gustaf Adolfs torg en del av generalplanen från 1928.

## Bakgrund
En snabbväxande stad med snabb, ökande trafik och därmed växande trafikproblem var den direkta anledning till en generalplan över Stockholms tätare bebyggda delar. År 1927 hade Stockholm cirka 464 000 invånare, som beräknades stiga i genomsnitt med 6 000 invånare per år intill dess staden nått cirka 600 000 invånare. Oberoende av befolkningens tillväxt, blev det nödvändigt att sprida stadens befolkning över en större yta med därav förorsakad ökad trafik. Stockholms stadsplanerare räknade även med att gamla bostadslägenheter i de centrala stadsdelarna skulle komma att ersättas med nya utrymmen för butiker, kontorslokaler, varuhus och liknande och som ersättning måste anskaffas bostäder i stadens ytterområden. Mellan 1925 och 1930 ökade bilismen i Stockholm med 100% från cirka 9 000 till cirka 17 800 motorfordon och stadsplanerarnas största uppgift i den industrialiserade världen blev att anpassa staden till bilen, så även i Stockholm.

## Generalplanen

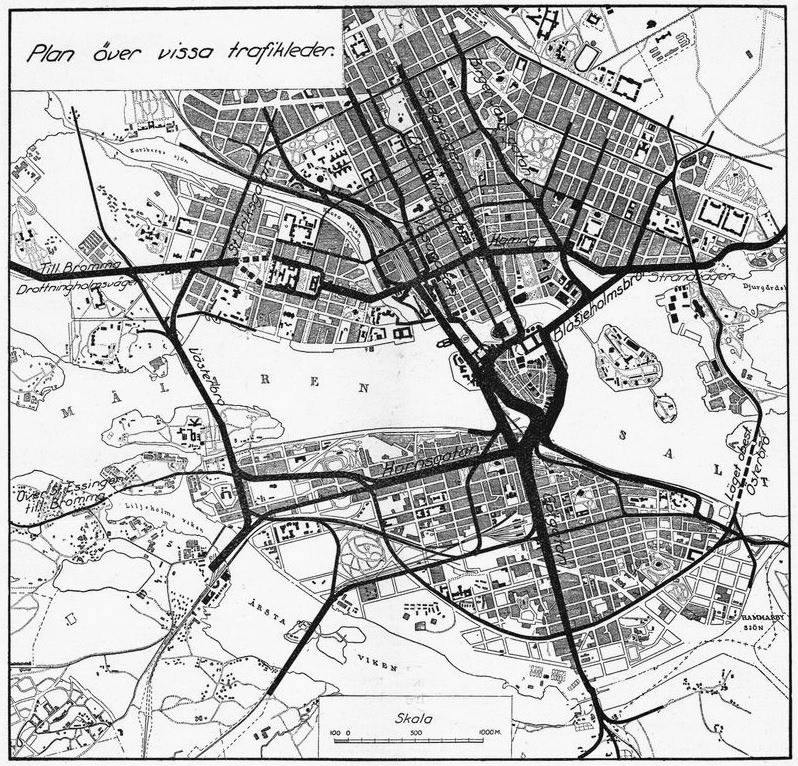
Plan för vissa trafikleder.

1928 års generalplan innehöll i huvudsak fyra delar:
1. trafikanordningar av skilda slag,
2. stadsområdets uppdelning för olika ändamål,
3. åtgärder för stadens försköning och för höjande av dess monumentalitet och värdighet,
4. åtgärder för stadens sanering i hygieniskt avseende.

I generalplanen hade trafiken en framträdande roll. Mycket konkret behandlade Lilienberg olika trafiktekniska lösningar och utbyggnader. Allt var kostnadsberäknat och illustrerat med såväl översiktsplaner som detaljritningar, exempelvis tunnelprofiler för Stockholms framtida tunnelbana. Här kan nämnas några av generalplanens förslag:
- Trafikled Tegelbacken—Slussen med anordnande av Vasabrons tillfarter samt för underfart under järnvägen.
- Trafikled utmed Klaraviken mellan Stadshusbron och Karlberg.
- Sveavägens neddragning till Gustaf Adolfs torg samt vidgning av Klarabergs- och Hamngatorna.
- Blasieholmsbron med Nybroplans omordnande och spårvägens bortflyttning från Kungsträdgårdsgatan och Norrmalmstorg.
- Klarabergsgatans viadukt över järnvägsstationen från Vasagatan till Kungsholmen.
- Förbindelseled under Kronobergsparken till Drottningholmsvägen.
- Klarabergsgatans framdragande på Kungsholmen genom Kungsklippan fram till Rådhuset.
- Ny bro mellan Södermalm och Kungsholmen via Långholmen (Västerbron).
- Viadukt utmed Stadsgården från Slussen till Londonviadukten för enbart gatutrafik 10,0 meter bred.
- Södra förortsspårvägarnas inledande i tunnel under Södermalm med provisorisk slutstation vid Slussen.
- Brommabanornas inledande och på bro över Klaraviken med slutstation vid Klarabergsgatan.
- Förbindelsebanan mellan tunnelbanorna från Klarabergsgatan till Söder i tunnel under Norrström.

Samtliga åtgärder beräknades kosta 143 000 000 kronor. Att totalkostnaden blivit så hög berodde enligt Lilienberg främst på ”att staden till följd av senare års försummelser står i skuld till trafiken, hygienen och affärsvärlden och det är icke behagligt att betala skulder”.  Han menade dock att ”lyckligtvis är totalsumman dock icke större än att staden rår med att betala den, om planen genomföres successivt”. Som genomförandetid angavs tio år alternativt tolv år. Jämfört med stadens stora omdaning på 1600-talets mitt tyckte Lilienberg ”att genomförandet av denna generalplan är ej heller ett särskilt stort företag historiskt sett”.

## Konkreta resultat
Planen kom dock inte att antas i sin helhet, efter att nej-sidan med knapp majoritet vunnit en omröstning i Stockholms stadsfullmäktige. En inflytelserik motståndare till planen var sedermera folkpartisten borgarrådet Yngve Larsson.
Av Stockholms generalplan 1928 genomfördes några förslag under mellankrigstiden, andra blev fördröjda av andra världskriget. Bland annat byggdes  Södertunneln (invigd 1933), Västerbron (invigd 1935), Klarabergsviadukten (invigd 1944 och 1961), Centralbron (invigd 1959 och 1967) och Londonviadukten (invigd  i slutet av 1970-talet).  
Ett förslag som skulle vålla stor debatt bland arkitekter och stadsplanerare var Sveavägens neddragning till Gustaf Adolfs torg. Förlängningen som redan fanns med i Lindhagenplanen från 1866 genomfördes aldrig. I samband med Norrmalmsregleringen beslöts att låta Sveavägen stanna vid Sergels torg. Andra förslag som Klarabergsgatans framdragande på Kungsholmen  (Klarabergsleden) och Blasieholmsbron (Blasieholmsleden) skrotades först i början av 1970-talet.